# Chord (protocollo peer-to-peer)
Chord è un protocollo e algoritmo per una tabella di hash distribuita tramite architettura peer-to-peer. Il protocollo è completamente decentralizzato e simmetrico. Ha la caratteristica di essere particolarmente efficiente all'inserimento e rimozione di nodi al sistema, e ha una complessità temporale logaritmica rispetto al numero di nodi. L'algoritmo di ricerca di Chord è provatamente robusto in presenza di nodi guasti o riconnessioni.
È stato introdotto nel 2001 al MIT da Ion Stoica, Robert Morris, David Karger, Frans Kaashoek e Hari Balakrishnan. È stato uno dei primi protocolli per realizzare tabelle di hash distribuite, insieme con CAN, Tapestry e Pastry.